# Recensement du Canada de 1991
Le Recensement du Canada de 1991 est le dénombrement de la population et des exploitations agricoles, de même que certaines de leurs caractéristiques, mené par Statistique Canada sur l’ensemble du territoire canadien au 4 juin 1991. Cette 11e édition du recensement canadien suit celle de 1986. La population totale du pays selon ce dénombrement est de 27 296 856 habitants au 4 juin 1991.

## Méthodologie
À l'instar des autres éditions du recensement canadien, les attributs démographiques (sexe, âge, famille) de la population sont des données intégrales, à partir des réponses de l'entièreté des habitants habituels (100 %) au questionnaire court, alors que caractéristiques ethnoculturelles et socioéconomiques (logements, revenu, scolarité, langue, etc.) sont estimées à partir du questionnaire long administré à échantillon de 20 % de la population. Pour la première fois, une question porte sur les conjoints vivant en union libre. Les principaux changements apportés par rapport aux éditions précédentes comprenennt entre autres l'introduction du Dictionnaire électronique, un répertoire des totalisations, un guide sur la géographie et le géocodage, la diffusion de groupes de données thénmatiques sur plusieurs sujets comme la fécondité, la population autochtone, la religion, la langue maternelle et la langue parlée à la maison.  

## Principaux résultats
Lors du recensement de 1991, la population dénombrée du Canada est de 27 296 856 habitants.
| Rang | Province ou territoire    | Population |
| ---- | ------------------------- | ---------- |
| 1    | Ontario                   | 10 084 885 |
| 2    | Québec                    | 6 895 963  |
| 3    | Colombie-Britannique      | 3 282 061  |
| 4    | Alberta                   | 2 545 553  |
| 5    | Manitoba                  | 1 091 942  |
| 6    | Saskatchewan              | 988 928    |
| 7    | Nouvelle-Écosse           | 899 942    |
| 8    | Nouveau-Brunswick         | 723 900    |
| 9    | Terre-Neuve-et-Labrador   | 568 475    |
| 10   | Île-du-Prince-Édouard     | 129 765    |
| 11   | Territoires du Nord-Ouest | 57 649     |
| 12   | Yukon                     | 27 797     |
|      | Canada                    | 27 296 856 |

La population urbaine représente plus des trois quarts (77 %) de la population totale.